# János bácsi a csatában
A János bácsi a csatában egy nálunk gyermekdalként énekelt paródia. A parodizált dal az északiak John Brown's Body című katonaindulója az amerikai polgárháború idejéből. Eredete ismeretlen. A dallam valószínűleg egy spirituáléból alakult ki. John Brown a rabszolgák felszabadításáért harcoló északiak hőse, akit a déliek elfogtak, és kivégeztek. Egyes feltételezések szerint az eredeti szöveg egy másik John Brownról szólt.
A PBS American Experience oldal szerint a dal eredetileg egy skót katonáról szól, akit szintén John Brown-nak neveztek. Az, hogy ugyanúgy hívták, mint a hős John Brown-t, sok jó természetű tréfa tárgyává tette őt. A katonák menetelés közben népdal-szerűen összeütötték a dallamot. A dal provokatív tartalma miatt (John Brown teste a sírban rohad... de a lelke tovább menetel) igen népszerű lett az északi csapatok körében. Gyakran énekelték és sok további versszakot költöttek hozzá. Egy washingtoni díszszemlén meghallotta Julia Ward Howe költő is. Ő feltételezte, hogy a hős John Brown a nóta tárgya, így ebből írta meg a Köztársaság Csatahimnuszát (The Battle Hymn of the Republic).
A magyar paródiaszöveg szerzője ugyancsak ismeretlen.

## Kotta és dallam
* 3. versszak: 
  ** 3. versszak: 
| János bácsi a csatában, János bácsi a csatában, János bácsi a csatában elesett egy fűszálban. | Arra ment egy indiánus, Arra ment egy indiánus, és szívébe lándzsát szúrt. | János bácsi testét kukacok eszik, János bácsi testét kukacok eszik, és az egyik felkiált: | Glóri, glóri, allelúja, Glóri, glóri, allelúja, ez az ember már hulla! | Jaj, de büdös ez a János, Jaj, de büdös ez a János, Mert a lábát nem mossa. |

## Felvételek
- János bácsi a csatában. Fekete Pákó  YouTube (2008. augusztus 28.)  (Hozzáférés: 2017. február 18.) (audió, képek) magyar szöveggel
- John Brown's Body. The Choir of Trinity College, Cambridge  YouTube (2009. szeptember 17.)  (Hozzáférés: 2017. február 18.) (videó) vegyeskar
- John Brown's Body. YouTube (2009. október 29.)  (Hozzáférés: 2017. február 18.) (videó, szöveg) ének, gitár
- John Brown s body. Pete Seeger  YouTube (2010. október 11.)  (Hozzáférés: 2017. február 18.) (audió) ének, bendzsó
- John Brown's Body. The Lords  YouTube (2008. január 4.)  (Hozzáférés: 2017. február 18.) (audió, képek) ének, gitár
- John Brown's Body. YouTube (2009. szeptember 29.)  (Hozzáférés: 2017. február 18.) (audió, képek) ének, gitár